# Oberrohrbach (Gemeinde Rohrbach an der Gölsen)
Oberrohrbach ist ein Dorf und eine Katastralgemeinde der Gemeinde Rohrbach an der Gölsen im Bezirk Lilienfeld in Niederösterreich.

## Geschichte

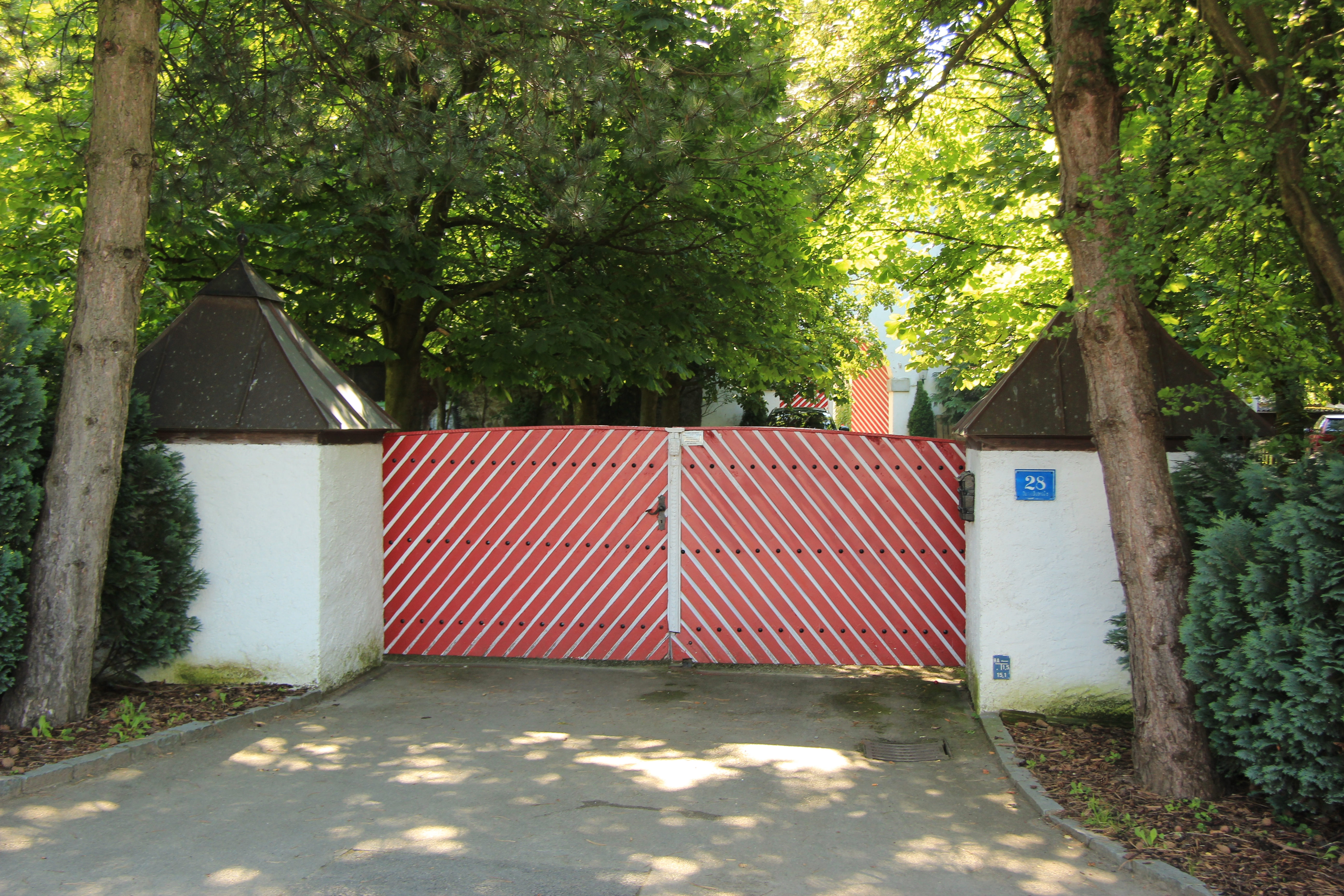
Eingangsportal zu Schloss Bergau

Laut Adressbuch von Österreich waren im Jahr 1938 in Oberrohrbach einige Landwirte ansässig, darunter auch das Stift Lilienfeld mit den Besitzungen um das Schloss Bergau.

## Siedlungsentwicklung
Zum Jahreswechsel 1979/1980 befanden sich in der Katastralgemeinde Oberrohrbach insgesamt 21 Bauflächen mit 15.225 m² und 33 Gärten auf 89.964 m², 1989/1990 gab es 90 Bauflächen. 1999/2000 war die Zahl der Bauflächen auf 404 angewachsen und 2009/2010 bestanden 192 Gebäude auf 421 Bauflächen.

## Bodennutzung
Die Katastralgemeinde ist landwirtschaftlich geprägt. 180 Hektar wurden zum Jahreswechsel 1979/1980 landwirtschaftlich genutzt und 202 Hektar waren forstwirtschaftlich geführte Waldflächen. 1999/2000 wurde auf 133 Hektar Landwirtschaft betrieben und 235 Hektar waren als forstwirtschaftlich genutzte Flächen ausgewiesen. Ende 2018 waren 129 Hektar als landwirtschaftliche Flächen genutzt und Forstwirtschaft wurde auf 231 Hektar betrieben. Die durchschnittliche Bodenklimazahl von Oberrohrbach beträgt 25,9 (Stand 2010).